# Minucia augur
Minucia augur är en fjärilsart som beskrevs av Eugen Johann Christoph Esper 1786. Minucia augur ingår i släktet Minucia och familjen nattflyn. Inga underarter finns listade i Catalogue of Life.